# Allendale (Virginia Occidental)
Allendale es un área no incorporada ubicada en el condado de Marshall (Virginia Occidental), Estados Unidos. Está catalogada como un asentamiento humano por la Junta de Nombres Geográficos de los Estados Unidos. Su número de identificación (ID) es 1553710. Se encuentra a 388 m s. n. m. (1273 pies).